# Peter Velits
Peter Velits (Bratislava, 21 de febrero de 1985) es un ciclista eslovaco. Tiene un hermano gemelo, Martin Velits, que también fue ciclista profesional. 
En la Vuelta a España 2010 se convirtió en una de las revelaciones de la misma, al meterse en la lucha por el podio final tras realizar unas fantásticas etapas de montaña, y ganar la contrarreloj individual de Peñafiel.
El 28 de noviembre de 2016 anunció su retirada del ciclismo tras trece temporadas como profesional y con 31 años de edad.

## Palmarés
| 2005 - 1 etapa de la Vuelta a Navarra 2006 - Giro del Capo, más 1 etapa - Gran Premio Kooperativa - 1 etapa del Gran Premio Guillermo Tell 2007 - Gran Premio de Fourmies - Campeonato Mundial en Ruta sub-23 2009 - G. P. Kanton Aargau 2010 - 2.º en la Vuelta a España, más 1 etapa | 2012 - Tour de Omán - Campeonato de Eslovaquia Contrarreloj - 2.º en el Campeonato de Eslovaquia en Ruta 2013 - Campeonato de Eslovaquia Contrarreloj 2014 - Campeonato de Eslovaquia Contrarreloj - 2.º en el Campeonato de Eslovaquia en Ruta |

## Resultados en Grandes Vueltas y Campeonatos del Mundo
Durante su carrera deportiva consiguió los siguientes puestos en las Grandes Vueltas y en los Campeonatos del Mundo en carretera:
| Carrera              | Carrera              | 2004 | 2005 | 2006 | 2007 | 2008 | 2009  | 2010 | 2011 | 2012 | 2013 | 2014 | 2015 | 2016 |
| -------------------- | -------------------- | ---- | ---- | ---- | ---- | ---- | ----- | ---- | ---- | ---- | ---- | ---- | ---- | ---- |
|                      | Giro de Italia       | —    | —    | —    | —    | —    | —     | —    | —    | —    | —    | —    | —    | —    |
|                      | Tour de Francia      | —    | —    | —    | —    | 56.º | 32.º  | —    | 18.º | 27.º | 25.º | 27.º | —    | —    |
|                      | Vuelta a España      | —    | —    | —    | —    | —    | —     | 2.º  | —    | —    | —    | —    | Ab.  | —    |
| Mundial en Ruta      | Mundial en Ruta      | —    | —    | —    | —    | Ab.  | 100.º | 74.º | 68.º | Ab.  | Ab.  | 87.º | —    | —    |
| Mundial Contrarreloj | Mundial Contrarreloj | —    | —    | —    | —    | —    | —     | 32.º | —    | 34.º | —    | —    | —    | —    |

—: no participa

Ab.: abandono 

## Equipos
- Dukla Trencin Merida (2004)
- Team Konica Minolta (2005-2006)
- Team Wiesenhof-Felt (2007)
- Team Milram (2008-2009)
- HTC (2010-2011)
  - Team HTC-Columbia (2010)
  - HTC-Highroad (2011)
- Omega Pharma-QuickStep (2012-2013)
- BMC Racing Team (2014-2016)